# Departamentul Niari
Departamentul Niari este una dintre cele 12 unități administrativ-teritoriale de gradul I ale Republicii Congo. Reședința sa este orașul Dolisie.